# Kernkraftwerk Pathfinder
Das Pathfinder Atomic Power Plant war ein Kernkraftwerk der Northern States Power Company nordöstlich von Sioux Falls, South Dakota.

## Reaktor
Pathfinder war ein von Allis-Chalmers entwickelter spezieller Typ eines Siedewasserreaktors, ein wassergekühlter, überhitzter Dampfreaktor ("Superheater") mit 59 MW Nennleistung.

## Geschichte
Der Bau von Pathfinder wurde ursprünglich 1957 vertraglich vereinbart. Der Bau der Anlage durch die Northern States Power Company (NSP) begann im Juli 1959. Der Reaktor war letztlich vom 25. Juli 1966 bis zu einem Unfall am 1. Oktober 1967 in Betrieb. Die längste ununterbrochene Betriebsdauer in Volllast betrug aufgrund technischer Probleme nur ca. 30 Minuten. Pathfinder war der erste und letzte Fall, dass auf US-amerikanischem Boden ein wassergekühlter, überhitzter Dampfreaktor für die kommerzielle Stromerzeugung gebaut wurde.
Nach 23 Jahren im Leerlauf wurde das Reaktorgefäß 1990 aus der Anlage entfernt und zu einer Deponie für schwach radioaktives Material in Washington transportiert. Pathfinder wurde als öl- oder gasbefeuertes Spitzenkraftwerk weiterbetrieben, bis es Anfang der 2000er Jahre nach dem Einsturz seines Kühlturms im Juli 2000 stillgelegt wurde. 1994 wurde am selben Standort das Gaskraftwerk "Angus C. Anson" errichtet. Namensgeber war der Leiter der Abteilung South Dakota von NSP, Angus C. Anson (1954–1993), der bei dem Flugzeugabsturz ums Leben kam, bei dem auch der Gouverneur von South Dakota, George S. Mickelson, ums Leben kam.